# Comtat de Union (Nou Mèxic)
El Comtat de Union (en anglès: Union County) és un comtat a l'estrem nord-est de l'estat estatunidenc de Nou Mèxic. Tenia una població de 4.549 habitants segons el cens del 2010, el qual representa un augment de 375 habitants respecte dels 4.174 habitants que hi estaven censats al cens del 2000. La seu de comtat i municipalitat més poblada és Clayton.
El comtat va ser creat el 1893 i és el quart comtat menys poblat de Nou Mèxic.

## Geografia

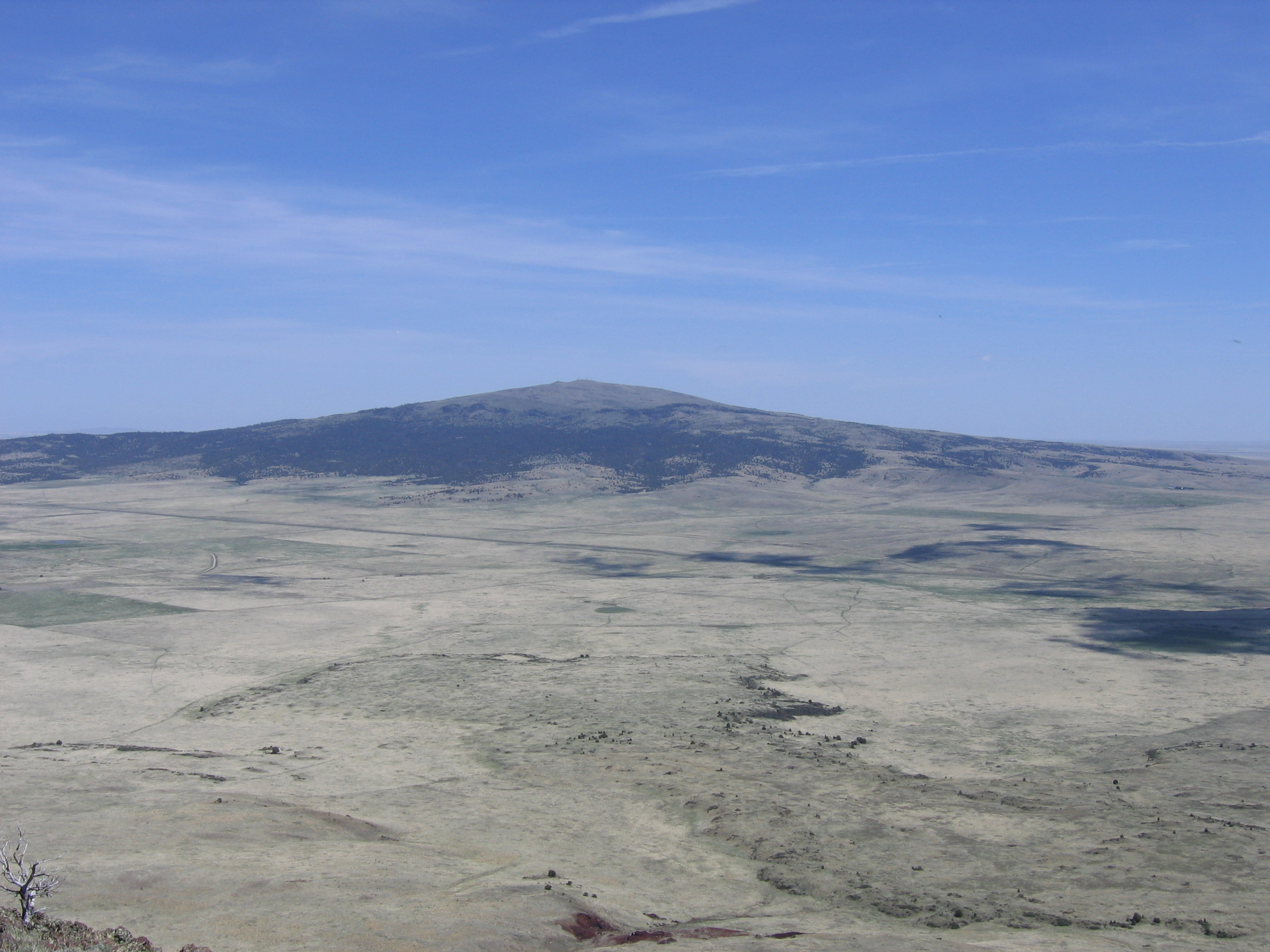
El volcà extint Sierra Grande té una altitud de 2.658 metres

Segons l'Oficina del Cens dels Estats Units, el comtat tenia una àrea total de 9.922 quilòmetres quadrats, dels quals 9.920 quilòmetres quadrats eren terra i 2 quilòmetres quadrats (0,02%) eren aigua.

### Àrees nacionals protegides

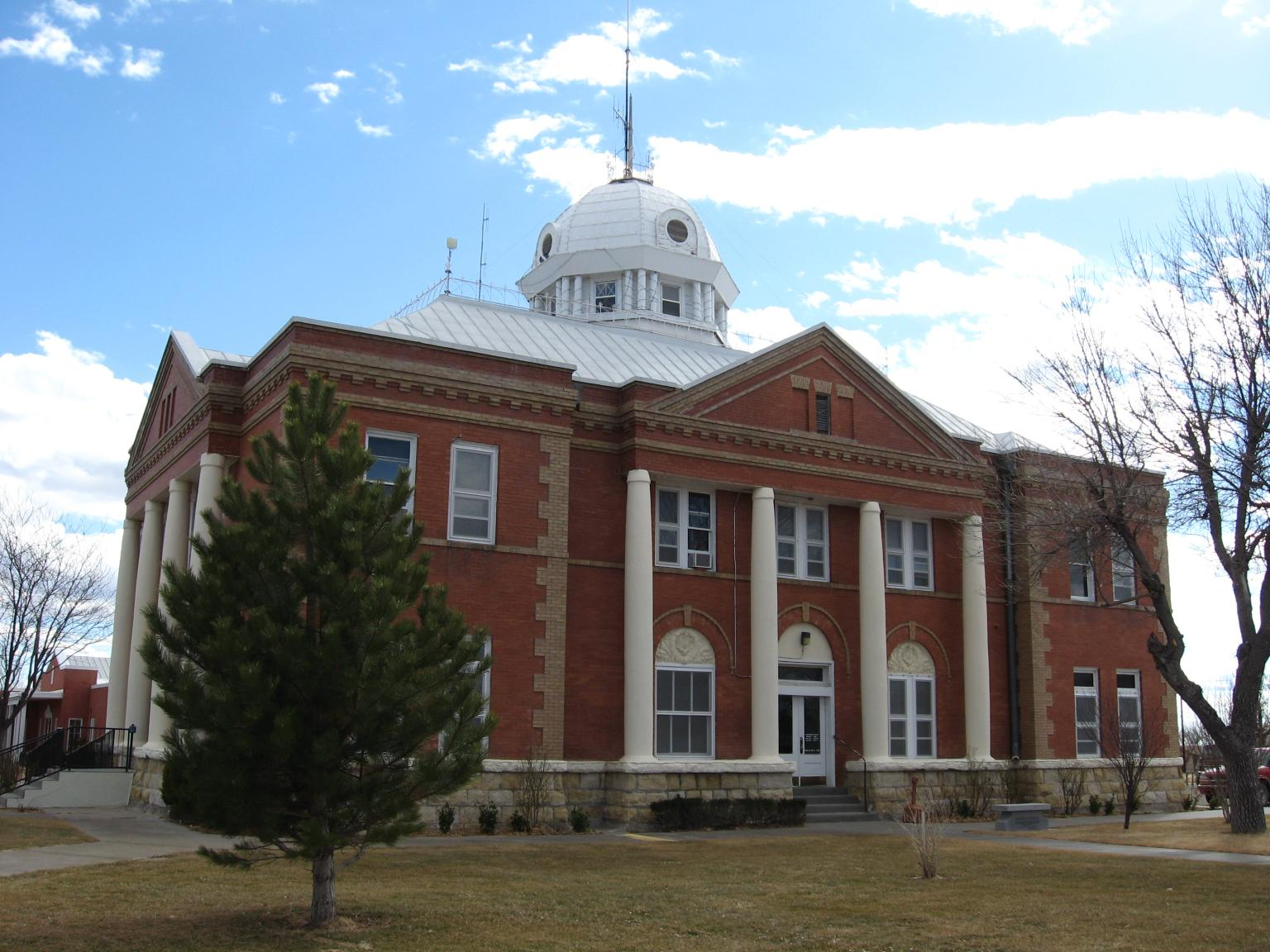
Palau de justícia del Comtat de Union al poble de Clayton

- Capulin Volcano National Monument
- Kiowa National Grassland (part)

PobleClayton
VilesDes Moines, Folsom i Grenville
Altres localitatsAmistad, Gladstone, Hayden, Mount Dora, Sedan, Seneca, Sofia i Stead

### Comtats adjacents
|  |  |  |
|  |  |  |
|  |  |  |

## Història

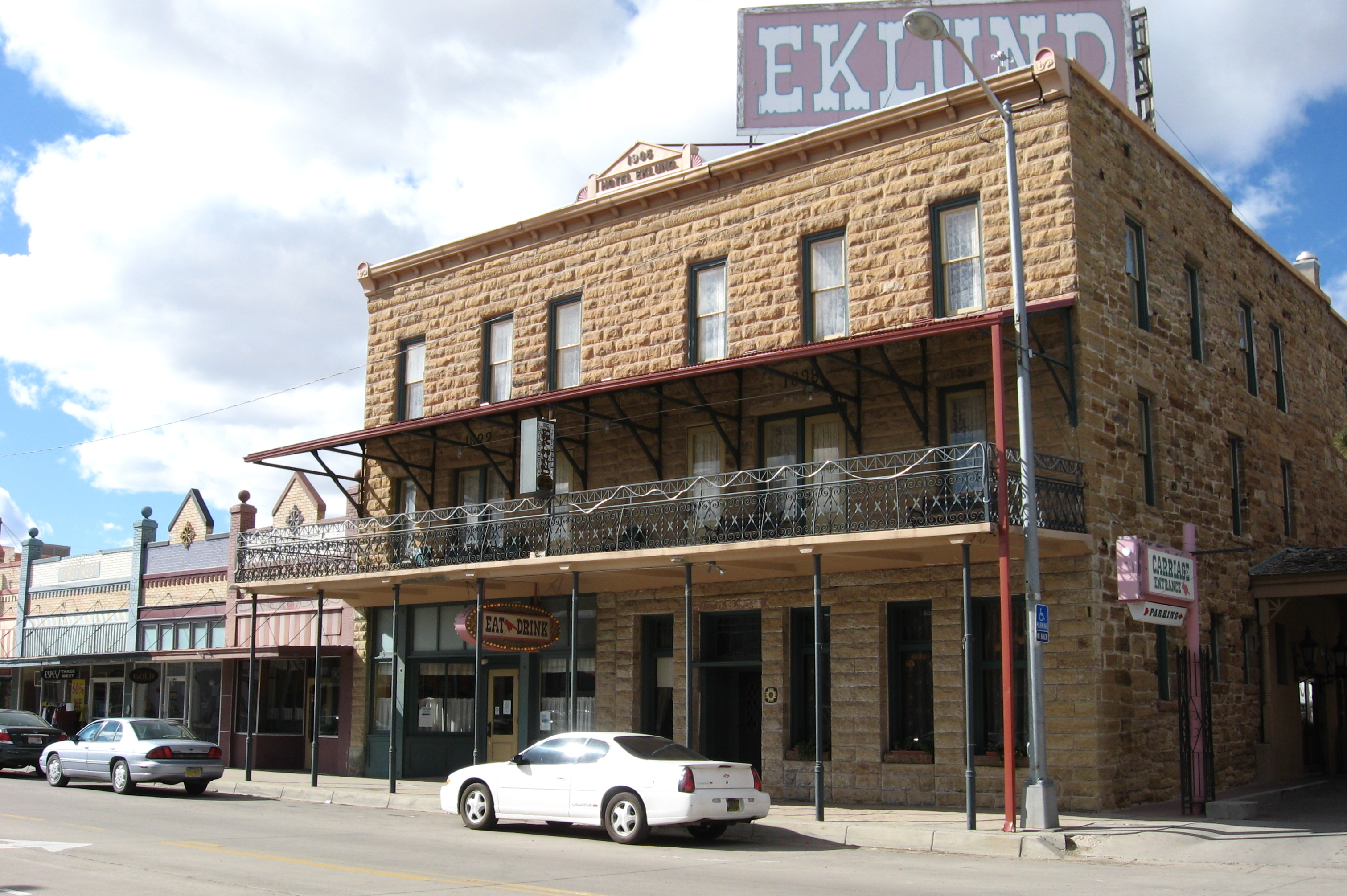
Hotel Eklund a Clayton

El Comtat de Union fou creat per una legislatura territorial l'any 1893 i fou admès oficialment com a comtat a partir de l'1 de gener de 1894, quan els primers polítics oficials de comtat feren el jurament del seu càrrec. El comtat es va anomenar «Union» perquè els seus ciutadans estaven units en la idea de crear un comtat a partir de tres altres comtats neomexicans existents. El Comtat de Union subseqüentment va ser dividit per les creacions de comtats addicionals, el Comtat de Quay l'any 1903 i el Comtat de Harding l'any 1920. Abans de la partició del Comtat de Harding el Comtat de Union tenia més de 20.000 habitants. Hi havia un nombre de comunitats emergents com a Amistad, Hayden, Sedan, Pasamonte, Gladstone, Mt. Dora, Grenville, Des Moines, Folsom i Dedman (ara conegut com a Capulin).

## Demografia

Piràmide de població del Comtat de Union (2000)

Segons el cens del 2000, hi havia 4.174 habitants, 1.733 llars i 1.176 famílies residint en el comtat. La densitat de població era de 0,46 habitants per quilòmetre quadrat. Hi havia 2.225 cases en una densitat d'unes 0,22 per quilòmetre quadrat. La composició racial del comtat era d'un 80,38% blancs, un 0,96% natius americans, un 0,34% asiàtics, un 0,12% illencs pacífics, un 16,00% d'altres races i un 2,20% de dos o més races. Un 35,10% de la població eren hispànics o llatinoamericans de qualsevol raça.
Hi havia 1.733 llars de les quals un 31,10% tenien menors de 18 anys vivint-hi, un 54,70% eren parelles casades vivint juntes, un 9,10% tenien una dona com a cap de família sense cap marit present i un 32,10% no eren famílies. En un 30,00% de totes les llars hi vivia solament una persona i en un 14,90% hi vivia solament una persona major de 64 anys. La mida mitjana de cada llar era de 2,40 persones i la mida mitjana de cada família era de 2,99 persones.
Pel comtat la població s'estenia en un 27,30% menors de 18 anys, un 6,30% de 18 a 24 anys, un 24,60% de 25 a 44 anys, un 24,10% de 45 a 64 anys i un 17,80% majors de 64 anys. L'edat mediana era de 40 anys. Per cada 100 dones hi havia 97,00 homes. Per cada 100 dones majors de 17 anys hi havia 96,30 homes.
L'ingrés anual de mediana per a una llar en el comtat era de 28.080 $ i l'ingrés anual de mediana per a una família era de 35.313 $. La renda per capita era de 14.700 $. Un 14,20% de les famílies i un 18,10% de la població vivia per sota del llindar de la pobresa, incloent-hi dels quals un 31,40 $ eren menors de 18 anys i un 8,30% majors de 64 anys.